# Lago Crivitzer
El lago Crivitzer (en alemán: Crivitzersee) es un lago situado en el distrito de Ludwigslust-Parchim, en el estado de Mecklemburgo-Pomerania Occidental (Alemania), a una altitud de 39 metros; tiene un área de 37 hectáreas.